# 包待制陈州粜米
包待制陈州粜米是一齣元杂剧，作者不详。此剧讲述包拯查清开仓粜米中的贪污行为，为平民申冤的故事。剧中借用宋代人物，但一般认为是反映元代现实。该剧刻画人物生动鲜明，赋予包拯形象以悲剧色彩，但在戏剧冲突的进行中，则又表现了人物性格中的喜剧因素。

## 主要内容
陈州大旱，范仲淹奉旨与众大臣商议，派清廉官员前去开仓粜米。刘衙内保荐其子小衙内与女婿杨金吾前往，暗中吩咐两人抬高米价，以次充好，并带着钦锡紫金锤，以整治“刁顽”的百姓。农民张徶古去买米，见两人胡作非为，据理力争，被小衙内用紫金锤打死，临死前嘱其子去京师告状。刘、杨两人贪赃枉法事败露后，众大臣公议让包拯去陈州查办，并给予其先斩后奏的权力。包拯私访陈州，得知刘、杨罪行。包拯审清此案后，将杨金吾斩首，教小徶古用紫金锤打死小衙内，为父报仇。随后将小撇古关在牢内。此时刘衙内为救儿子、女婿讨得皇帝的赦书来，却刚好救了小徶古。

## 研究与评价
关于此剧作者，《录鬼簿》在陆登善条下注有《开仓籴米》剧目，有人认为即是此剧，但尚无实据。另宋元南戏也有《陈州粜米》，今不存。现代论者对此剧评价较高。认为剧本在讽刺、暴露中又穿插了喜剧性安排，剧情发展富于波澜，曲、白都很生动。